# Garda József
Garda József (Nagyfölpös, 1833. február 27. – Nagyenyed, 1899. május 31.) református teológiai tanár.

## Életrajza
Nagyfölpösön született, ahol apja református lelkész volt. Iskoláit Tekében kezdte, ahol apját lelkésznek választották.  1844-ben a marosvásárhelyi főiskolába ment és itt volt 1848-ig, amikor honvéd lett. A szabadságharc után ugyanott folytatta tanulását. 1853-ban a Török-féle ügyben való részvétellel vádoltatván, elfogták, de semmit reá nem bizonyíthatván egy hónap mulva szabadon bocsátották. 1855-ben Kolozsvárra ment az oda központosított teológiai intézetbe, s itt tanulmányainak végeztével 1857-ben osztálytanító lett. A következő két évet a marburgi s a bázeli egyetemeken töltötte s a szünnapokat utazásra fordította Berlin, Hamburg, az Északi-tenger, Amszterdam, Hollandia, a Rajna vidékén és Svájcban. 1859 nyarán hazajött és a nagyenyedi főiskolában segéd-tanároskodott. 1862-ben az Enyedre visszahelyezett teológiai szeminariumban lett tanár, hol a keresztény erkölcstant és a gyakorlati teológiát adta elő. Elhunyt 1899. június 1-jén, örök nyugalomra helyezték 1899. június 3-án.
Programmértekezései a nagy-enyedi ev. ref. főgimn. Értesítőjében (1874. Tanévet bezáró beszéd, 1877. Emlékbeszéd gróf Mikó Imre felett); cikke az Erdélyi Gazdában (1870. Borseprő-sajtó), a Kolozsvári Protestáns Lapban (1885. Zwingli három százados emlékünnepe) sat.

## Munkái
- Görög régiségtan (antiquitas graeca) a tanuló ifjuság számára. Kolozsvár, 1862.
- Katechetika, vagy népszerű vallástanítás, theologusok, buzgó lelkipásztorok és néptanítók számára. Kolozsvár, 1865. (Ism. Prot. Egyh. és Isk. Lap. 1866. és 1867.)
- Lelkipásztori gondviseléstan. Lelkipásztori theologia vagy cura pastoralis. Kolozsvár, 1867.
- Keresztyén hittan. Irta Bodola Sámuel; az 5. kiadást átdolgozta Kolozsvár, 1867.